# Легкорельсовая транспортная система Хайфа — Назарет
Легкорельсовая транспортная система Хайфа – Назарет (ивр. הרכבת הקלה חיפה–נצרת‎) — планируемая линия скоростного трамвая на севере Израиля, идущая от железнодорожной станции «Мерказит ха-Мифрац» в Хайфе до Назарета. Работы должны начаться в 2024 году. Систему планируется открыть в 2028 году.

## История
Первоначальное предложение и планирование линии были сделаны ещё в 2007 году. Планы были представлены девелоперской компанией Хайфы Йефе-Ноф и одобрены Национальным комитетом по планированию в феврале 2017 года. Дальнейшее планирование и строительство будет осуществляться компанией Хоце-Исраэль (оператор транс-израильского шоссе).

## Маршрут
Междугородний маршрут начнется от центрального железнодорожного вокзала ха-Мифрац в Хайфе, продолжится через северную часть Кирьят-Ата и пройдет вдоль шоссе 79 от развязки Сомех до конца шоссе в Рейне. Он закончится на улице Маале Ицхак в Ноф-ха-Галиль, где и начнется городской участок. Городской участок продолжится через Ноф-Ха-Галиль через Маале-Ицхак и завершится в центре Назарета.

### Инфраструктура вдоль маршрута
Вдоль маршрута будет построено до девяти перехватывающих парковок.

### Возможные расширения
Было предложено расширение до Крайот вдоль шоссе 22, чтобы обслуживать кварталы, построенные в 2010-х годах в Кирьят-Бялике.

## Характеристики
Поезд будет двигаться со скоростью до 100 км/ч на междугородном участке, до 50 км/ч на городском участке. Всего будет 20 станций — десять междугородних и девять городских. Ожидается, что после открытия линия будет обслуживать 100 тысяч пассажиров в день. Стоимость строительства составит 7,5  млрд шек.